# Jean Balissat
Jean Balissat, né le 15 mai 1936 à Lausanne (Suisse) et mort le 15 septembre 2007 à Corcelles-le-Jorat (Suisse), est un compositeur, professeur de musique et chef d'orchestre suisse.

## Carrière
Jean Balissat étudie le contrepoint et l'harmonie avec Hans Haug, à Lausanne. Dès 1954, il se perfectionne ensuite à Genève, où il suit les cours d'orchestration d'André-François Marescotti et les cours de direction de Samuel Baud-Bovy. Il se forme également à la percussion (classe de Charles Peschier) et au cor (classe de Robert Faller). Dès le terme de sa formation, dans les années 1960, il se met à diriger de nombreuses fanfares de Suisse, dont la Landwehr de Fribourg ainsi que le Brass Band Fribourg. Il enseigne également la composition et l'orchestration aux conservatoires de Fribourg, puis de Lausanne et de Genève. De 1986 à 1990, il est président de l'Association suisse des musiques (ASM) ; dès 1991, il préside aux destinées de la Suisa. 
Il a notamment eu comme élève Caroline Charrière.

## Tendances musicales
En contact par ses activités aussi bien avec la musique d'aujourd'hui qu'avec le répertoire des musiciens amateurs, Jean Balissat est depuis longtemps frappé de l'abîme qui sépare deux formes d'expression qui se réclament de la même muse. Écartelé entre la volonté novatrice de la première et la sécurité du déjà entendu qui sous-tend le second, il n'aura de cesse de juxtaposer des styles, pour autant que cela réponde à une expressivité dramatique ou narrative. Jean Balissat compose beaucoup pour orchestre d'harmonie, mais aussi pour orchestre symphonique, quatuor à cordes, orgue etc. 

### Œuvres
L'œuvre la plus populaire et la plus connue de Jean Balissat restera sans doute la Fête des vignerons, créée en 1977 à Vevey. 
- Adagio et fugue (1956) pour violon et piano
- Sept variations pour octuor (1971)
- Fête des vignerons (1977) sur un livret d’Henri Debluë
- Rückblick (1980) pour violon et orchestre
- Incantation et sacrifice (1981) essai pour une harmonie bicéphale
- Bioméros (1982) pour orchestre de chambre
- Le Chant de l’Alpe (1994) pour orchestre à vent
- Gli Elementi (1998) pour orchestre d'harmonie (Éditions Marc Reift Réf. EMR 1409)
- Le premier jour pour orchestre d'harmonie (Éditions Marc Reift Réf. EMR 1066)
- Les Gursks pour orchestre d'harmonie (Éditions Marc Reift Réf. EMR 1124 + 1097 et Enregistré par le Philharmonic Wind Orchestra, dirigé par Marc Reift Réf. CD Marcophon 7032)
- Petite ouverture romantique pour orchestre à vent
- Preludio Alfetto pour orchestre à vent
- Second Sinfonietta For Band pour orchestre de cuivres
- Sinfonie pour orchestre d'harmonie (Éditions Marc Reift Réf. EMR 1016)
- Songes d'automne pour orchestre d'harmonie
- Statterostrob pour piano seul
- Con Fuoco (Éditions Marc Reift Réf. EMR 10183 et Enregistré par le Philharmonic Wind Orchestra, dirigé par Marc Reift Réf. CD Marcophon 7079)
- La Montferrine (Éditions Marc Reift Réf. EMR 1137)
- Le Pêcheur et Sa Femme (Éditions Marc Reift Réf. EMR 10043 + EMR 2765)
- Marche de Cérès (Éditions Marc Reift Réf. EMR 1126 + 1128)
- Marche de Palès (Éditions Marc Reift Réf. EMR 1128 + EMR 1234)
- Marche de Pâques (Éditions Marc Reift Réf. EMR 1977 et Enregistré par le Philharmonic Wind Orchestra, dirigé par Marc Reift Réf. CD Marcophon 7037)
- Mi-Été et Polka (Éditions Marc Reift Réf. EMR 1129)
- Ranz des Vaches (Éditions Marc Reift Réf. EMR 1572)
- Saisons (Éditions Marc Reift Réf. EMR 1082)

## Discographie
- Fête des Vignerons, 1977.
- Jean Balissat, Grammont, 1987.

Les œuvres Songes d'automne et Gli Elementi ont été enregistrées dans les années 1990 par le Corps de musique de la ville de Bulle (direction Jacques Hurni). À la même période, la Gérinia de Marly (direction Jean-Claude Kolly) enregistre Les Gursks. 

## Sources
- Jean Balissat
- Vidéo: Jean Balissat en 1977, responsable musical de la Fête des vignerons à Vevey, une archive de la Télévision suisse romande.
- (fr) Jean Balissat sur le site l'Ircam